# Oskar Becker
Oskar Becker   (Leipzig, 5 de setembre de 1889 - Bonn, 13 de novembre de 1964) fou un filòsof alemany.
Estudià especialment problemes de lògica i de filosofia de les matemàtiques des del punt de vista de la fenomenologia de Husserl. El treball d'Oskar Becker en filosofia de les matemàtiques representà una important contribució a la comprensió filosòfica del programa constructivista. Com a estudiant d'Edmund Husserl i associat de Martin Heidegger, va intentar inicialment fonamentar una visió constructivista de les matemàtiques en la fenomenologia transcendental de Husserl. Posteriorment, va adoptar una visió heideggeriana i existencial de les matemàtiques que, segons ell, permetria rescatar grans parts de les matemàtiques clàssiques des d'una perspectiva intuïcionista i constructiva. En els seus escrits posteriors, finalment es va dirigir a una interpretació radicalment historicista del programa constructivista.